# Dream on the Dancefloor
Dream on the Dancefloor è un singolo del musicista svedese Basshunter, pubblicato nel 2012 ed estratto dall'album Calling Time.
La canzone contiene un sample del brano L'amour toujours (I'll Fly with You) di Gigi D'Agostino.

## Tracklist
1. Dream on the Dancefloor (Radio Edit) – 3:12
2. Dream on the Dancefloor (Extended Mix) – 4:54
3. Dream on the Dancefloor (Hi Def Radio Edit) – 3:01
4. Dream on the Dancefloor (Hi Def Remix) – 5:12
5. Dream on the Dancefloor (Rudedog Radio Edit) – 2:53
6. Dream on the Dancefloor (Rudedog Remix) – 5:10

## Classifiche
| Classifica (2012-2013)              | Posizione massima |
| ----------------------------------- | ----------------- |
| Regno Unito (Commercial Pop Top 30) | 6                 |